# Big Lake (condado de Carlton, Minnesota)
Big Lake es un lugar designado por el censo ubicado en el condado de Carlton en el estado estadounidense de Minnesota. En el Censo de 2020 tenía una población de 464 habitantes y una densidad poblacional de 61,46 habitantes por km². Fue incluido como CDP en el censo de 2010. 

## Geografía
Big Lake se encuentra ubicado en las coordenadas 46°42′04″N 92°37′16″O / 46.70111, -92.62111. Según la Oficina del Censo de los Estados Unidos,  tiene una superficie total de 7,55 km², de la cual 5,48 km² corresponden a tierra firme y 2,07 km² a agua.